# オスカー・ラリオス
オスカー・ラリオス（Oscar Larios、1976年11月1日 - ）は、メキシコの元プロボクサー。ハリスコ州サポパン出身。元WBC世界スーパーバンタム級王者。元WBC世界フェザー級王者。世界2階級制覇王者。

## 来歴
1994年1月14日、地元メキシコにて同国人のデビッド・ガルシア（メキシコ）を相手にプロデビュー戦を行い、初回KO勝ち。その後、19勝（14KO）。
1997年4月12日、地元メキシコにて同国人で後のIBF世界スーパーバンタム級王者イスラエル・バスケス（メキシコ）と対戦するも、初回KO負けを喫し初黒星。
1998年9月11日、地元メキシコにて同国人のグレゴリア・メディナ（メキシコ）とWBCムンドヒスパノスーパーバンタム級王座決定戦を行い、2回TKO勝ちで王座を獲得した。
1998年10月23日、地元メキシコにてアガピト・サンチェス（ドミニカ）とWBOインターコンチネンタルスーパーバンタム級王座決定戦を行うも、5回TKO負けを喫して王座の獲得に失敗。
1998年11月21日、地元メキシコにて同国人のハビエル・カルデロン（メキシコ）とメキシコスーパーバンタム級王座決定戦を行い、2回TKO勝ちで王座を獲得した。以後、7度防衛。
2000年6月24日、アメリカにて同国人の元WBC世界フェザー級王者セサール・ソト（メキシコ）とWBC世界スーパーバンタム級挑戦者決定戦を行い、3-0（115-110が2者、113-112）の判定勝ちを収めて同王座への挑戦権を獲得した。
2000年9月16日、地元メキシコにて同国人のサミー・ベンチュラ（メキシコ）を迎えてメキシコスーパーバンタム級王座の8度目の防衛戦を行い、初回KO勝ちを収めて8度目の防衛に成功し、試合後に同王座を返上した。
2001年1月19日、アメリカにて世界初挑戦としてWBC世界スーパーバンタム級王者ウィリー・ホーリン（アメリカ）に挑戦するも、0-3（3者とも113-115）の判定負けを喫して王座の獲得に失敗した。
2001年10月19日、アメリカにてアンヘル・チャコン（プエルトリコ）と対戦し、3-0の判定勝ちを収めてWBAフェデセントロスーパーバンタム級王座の獲得に成功、FECARBOXスーパーバンタム級王座の獲得に成功した。
2001年12月7日、アメリカにてイヴァン・アルバレス（コロンビア）を迎えてFECARBOX王座の初防衛戦を行い、3-0（118-110が2者、117-111）の判定勝ちを収めて初防衛に成功した。
2002年5月17日、アメリカにて正規王者ウィリー・ホーリンの休養王座認定に伴って設置されたWBC世界スーパーバンタム級暫定王座決定戦に出場。初黒星を喫した同国人のイスラエル・バスケス（メキシコ）と対戦し、12回TKO勝ちを収めて暫定ながら2度目の世界挑戦で世界王座の獲得に成功し、同時にバスケスへの雪辱も果たした。
2002年8月24日、日本の両国国技館にて元日本スーパーバンタム級王者福島学（日本）を迎えて初防衛戦を行い、8回TKO勝ちを収めて初防衛に成功した。尚、この試合が日本のリング初登場となった。
2002年11月1日、アメリカにて正規王者ウィリー・ホーリンと2度目の防衛戦（王座統一戦）を行い、初回TKO勝ちを収めて2度目の防衛と王座統一に成功し、正規王者へと昇格した。
2003年4月26日、日本の両国国技館にて元OPBF東洋太平洋スーパーバンタム級王者仲里繁（日本）を迎えて3度目の防衛戦を行い、8回2分45秒に挑戦者の左フックをカウンター気味に受け顎を骨折するも12回を戦い切り、3-0（116-110が2者、114-111）の判定勝ちを収めて3度目の防衛に成功した。尚、この試合はWBCとJBCより2003年度の年間最高試合と認定された。
2003年9月7日、日本の名古屋レインボーホールにて元OPBF東洋太平洋スーパーバンタム級王者石井広三（日本）を迎えて4度目の防衛戦を行い、2回TKO勝ちを収めて4度目の防衛に成功した。
2003年11月22日、アメリカにてナパーポン・キャッティサクチョーチャイ（タイ）を迎えて5度目の防衛戦を行い、10回TKO勝ちを収めて5度目の防衛に成功した。
2004年3月6日、日本のさいたまスーパーアリーナにて3度目の防衛戦で対戦した仲里繁を迎えて6度目の防衛戦を行い、3-0（120-107、118-109、116-112）の判定勝ちを収めて6度目の防衛に成功した。
2004年11月27日、アメリカのMGMグランド・ガーデン・アリーナにてナデル・フセイン（オーストラリア）を迎えて7度目の防衛戦を行い、3-0（120-108、119-109、118-110）の大差判定勝ちを収めて7度目の防衛に成功した。
2005年2月10日、アメリカにて元WBC世界バンタム級王者ウェイン・マッカラー（アメリカ）を迎えて8度目の防衛戦を行い、3-0（118-110が2者、116-112）の判定勝ちを収めて8度目の防衛に成功した。
2005年7月16日、アメリカのMGMグランド・ガーデン・アリーナにて前回対戦したウェイン・マッカラーを迎えて9度目の防衛戦を行い、10回TKO勝ちを収めて9度目の防衛に成功した。
2005年12月3日、アメリカのマンダレイ・ベイ・イベント・センターにて過去1勝1敗となっている同国人のIBF世界スーパーバンタム級王者イスラエル・バスケスを迎えて10度目の防衛戦を行うも、初回にダウンを奪われた末に3回TKO負けを喫して10度目の防衛に失敗し王座から陥落した。
2006年7月2日、フィリピンにて階級をスーパーフェザー級に上げての再起戦として後の6階級制覇王者マニー・パッキャオ（フィリピン）の持つWBCインターナショナルスーパーフェザー級王座に挑戦するも、12回にダウンを奪われた末に0-3（106-120、108-118、110-117）の大差判定負けを喫して2連敗。その後、階級をフェザー級に落とす。
2007年7月21日、アメリカのマンダレイ・ベイ・イベント・センターにてWBC世界フェザー級王者池仁珍（韓国）が拳の負傷により防衛戦が行えないために設置されたWBC世界フェザー級暫定王座決定戦に出場。日本の帝拳ジムに所属する23戦無敗のホルヘ・リナレス（ベネズエラ）と対戦するも、10回TKO負けを喫して王座の獲得に失敗した。試合後、軽度の硬膜下血腫が認められたために米国での試合には無期限出場停止となり、以降は地元メキシコと日本で試合を行うことによりプロ活動を続けた。
2008年2月22日、地元メキシコにて同国人のアルツロ・ゴメス（メキシコ）とWBCラテンアメリカスーパーフェザー級王座決定戦を行い、3-0（118-108、115-113、114-113）の判定勝ちを収めて王座を獲得した。
2008年5月31日、地元メキシコにて池仁珍の王座剥奪により、正規王者へと昇格していたホルヘ・リナレスの防衛戦中止を受けて設置されたWBC世界フェザー級暫定王座決定戦に出場。当初リナレスと対戦する予定であったフェイデル・ビロリア（コロンビア）と対戦し、5回TKO勝ちを収めて王座の獲得に成功し、2階級制覇を達成した。
2008年8月2日、地元メキシコにてマーロン・アギラー（ニカラグア）を迎えて初防衛戦を行い、7回KO勝ちを収めて初防衛に成功した。試合後の同月12日付で正規王者のリナレスが減量苦を理由に王座を返上。それに伴い、同日付で正規王者に昇格した。
2008年10月16日、日本の国立代々木第一体育館にて17戦無敗の元日本フェザー級王者粟生隆寛（日本）を迎えて2度目の防衛戦を行い、4回にダウンを奪われたものの以後はアウトボクシングに切り替えてポイントを稼ぎ、2-1（115-111、114-112、112-114）の判定勝ちを収めて2度目の防衛に成功した。
2009年3月12日、日本の後楽園ホールにて前回対戦した粟生隆寛を迎えて3度目の防衛戦を行うも、序盤から挑戦者のスピードについていくことができず、12回にダウンを奪われた末に0-3（107-119、109-118、111-116）の判定負けを喫して3度目の防衛に失敗し王座から陥落した。尚、WBCでは本来「ダイレクトリマッチ」というものは認められていないが、2度目の防衛戦となった前回の試合で「挑戦者の粟生が勝っていた」という声が多く挙がっていたこともあり、特別に「ダイレクトリマッチ」が認可されて実現した試合となった。
2009年8月8日、地元メキシコのサポパンで開催された興行のリング上で現役引退を表明した。
現在は元世界2階級制覇王者サウル・アルバレスの専属トレーナーに転身し、アルバレスが経営するカネロプロモーションのチーフトレーナーとして支えている。
2014年には娘であるジャレリ・ラリオスがプロデビューした。

## 獲得タイトル
- WBCムンドヒスパノスーパーバンタム級王座
- メキシコスーパーバンタム級王座
- FECARBOXスーパーバンタム級王座
- WBAフェデセントロスーパーバンタム級王座
- WBC世界スーパーバンタム級暫定王座（防衛2=正規王座に認定）
- WBC世界スーパーバンタム級王座（防衛7）
- WBCラテンアメリカスーパーフェザー級王座
- WBC世界フェザー級暫定王座（防衛1=正規王座に認定）
- WBC世界フェザー級王座（防衛1）